# مایکل هولت (بازیکن فوتبال المان)
مایکل هولت (انگلیسی: Michael Holt؛ زادهٔ ۱ فوریهٔ ۱۹۸۶) بازیکن فوتبال اهل آلمان است.
از باشگاه‌هایی که در آن بازی کرده‌است می‌توان به باشگاه فوتبال هولشتاین کیل اشاره کرد.